# صاریغ استرالیایی
صاریغ استرالیایی یا پوسوم (به انگلیسی: possum) (نام علمی: Phalangeriformes) نام یک زیرراسته شامل ۷۰ گونه از راسته کیسه‌داران علف‌خوار بومی استرالیا، گینه نو و سولاوسی (و همچنین به عنوان گونه مهاجم در نیوزیلند و چین) است. صاریغ‌های استرالیایی شامل انواع گیاه‌خوار و همه‌چیزخوار هستند و شباهت ظاهری زیادی به صاریغ‌های آمریکایی دارند ولی با کیسه‌داران جنوبی همچون کانگرو از خویشاوندی نزدیک‌تری برخوردارند. صاریغ کوتوله تاسمانی با ۷۰ میلی‌متر طول و ۱۰ گرم وزن و کوسکوس خرسی با وزن بیش از ۷ کیلوگرم به ترتیب کوچک‌ترین و بزرگ‌ترین گونه‌های این خانواده از کیسه‌داران هستند.